# 中津川市立坂下中学校
中津川市立坂下中学校（なかつがわしりつ さかしたちゅうがっこう）は、岐阜県中津川市にある公立中学校。
校区は坂下、川上、山口であり、坂下小学校、川上小学校、山口小学校の児童が通学する。

## 概要
- 中津川市坂下地区（旧・恵那郡坂下町）の中学校であったが、中津川市に編入後、廃校となった旧・川上村の川上中学校校区と旧・山口村の山口中学校校区の一部が加わる。

## 沿革
- 1947年（昭和22年）4月 - 恵那郡坂下町に坂下町立坂下中学校として開校。坂下小学校の校舎の一部を仮校舎とする。
- 1949年（昭和24年） - 旧・三菱電機工場[注釈 2]跡地に新築移転。
- 1974年（昭和49年） - 坂下女子高等学校の校舎を譲り受ける。
- 1988年（昭和63年） - 新校舎（鉄筋コンクリート造）が完成。
- 2005年（平成17年）
  - 2月13日 - 坂下町が中津川市に編入される。同時に中津川市立坂下中学校に改称する。
  - 4月1日 - 川上地区と山口地区が校区に加わる。